# Saint-Maurice-lès-Châteauneuf
Saint-Maurice-lès-Châteauneuf è un comune francese di 597 abitanti situato nel dipartimento della Saona e Loira nella regione della Borgogna-Franca Contea.

## Società

### Evoluzione demografica
Abitanti censiti